# فيليبو سافي
فيليبو سافي (بالإيطالية: Filippo Savi)‏ هو لاعب كرة قدم إيطالي في مركز الوسط، ولد في 29 يناير 1987 في بارما في إيطاليا. شارك مع منتخب إيطاليا تحت 16 سنة لكرة القدم ومنتخب إيطاليا تحت 17 سنة لكرة القدم ومنتخب إيطاليا تحت 19 سنة لكرة القدم ومنتخب إيطاليا تحت 20 سنة لكرة القدم. أما مع النوادي، فقد لعب مع نادي أريتسو ونادي بارما ونادي بروكسل ونادي سبال ونادي مونزا.

## وصلات خارجية
- فيليبو سافي على موقع إي إس بي إن إف سي (الإنجليزية)
- فيليبو سافي على موقع قاعدة بيانات كرة القدم.إي يو (الإنجليزية)
- فيليبو سافي على موقع Soccerway.com (الإنجليزية)
- فيليبو سافي على موقع عالم كرة القدم.نت (الإنجليزية)